# Bolada
Bolada é um lugar da freguesia do Rego, Celorico de Basto, junto ao Lugar de Perraço e nos limites do concelho com a freguesia de Borba da Montanha.

## História
Ficou mais conhecido por ter sido alvo de escavações arqueológicas por parte do Instituto de Gestão do Património Arquitectónico e Arqueológico (IGESPAR) em julho de 1998 a fim de recolher indícios de artefatos de uma ocupação, que mais tarde foi datada da segunda metade do V milénio AC.